# Calomicrus
Calomicrus är ett släkte av skalbaggar som beskrevs av Lewis Weston Dillwyn 1829. Calomicrus ingår i familjen bladbaggar.
Släktet innehåller bara arten Calomicrus pinicola.

## Bildgalleri

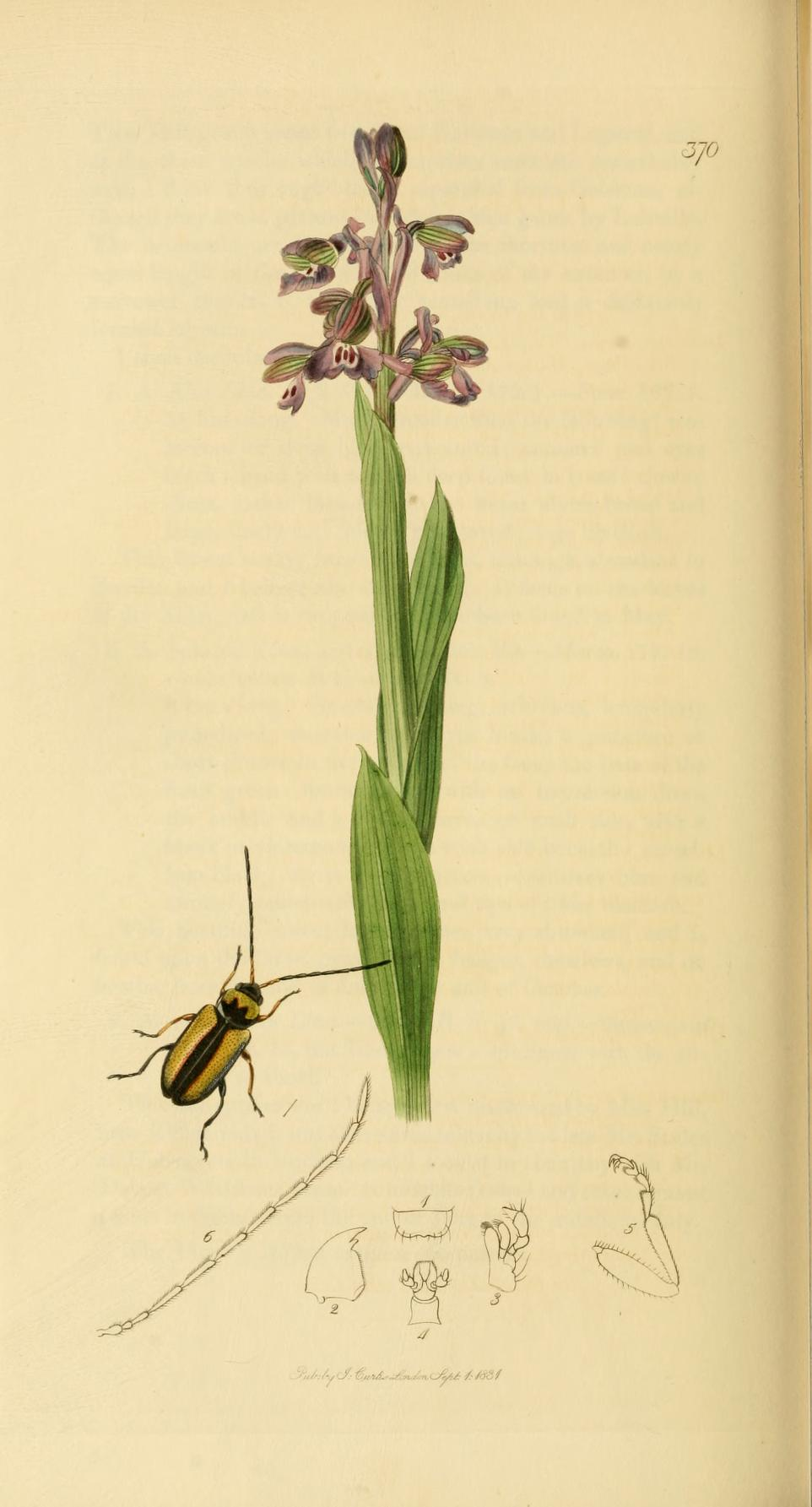
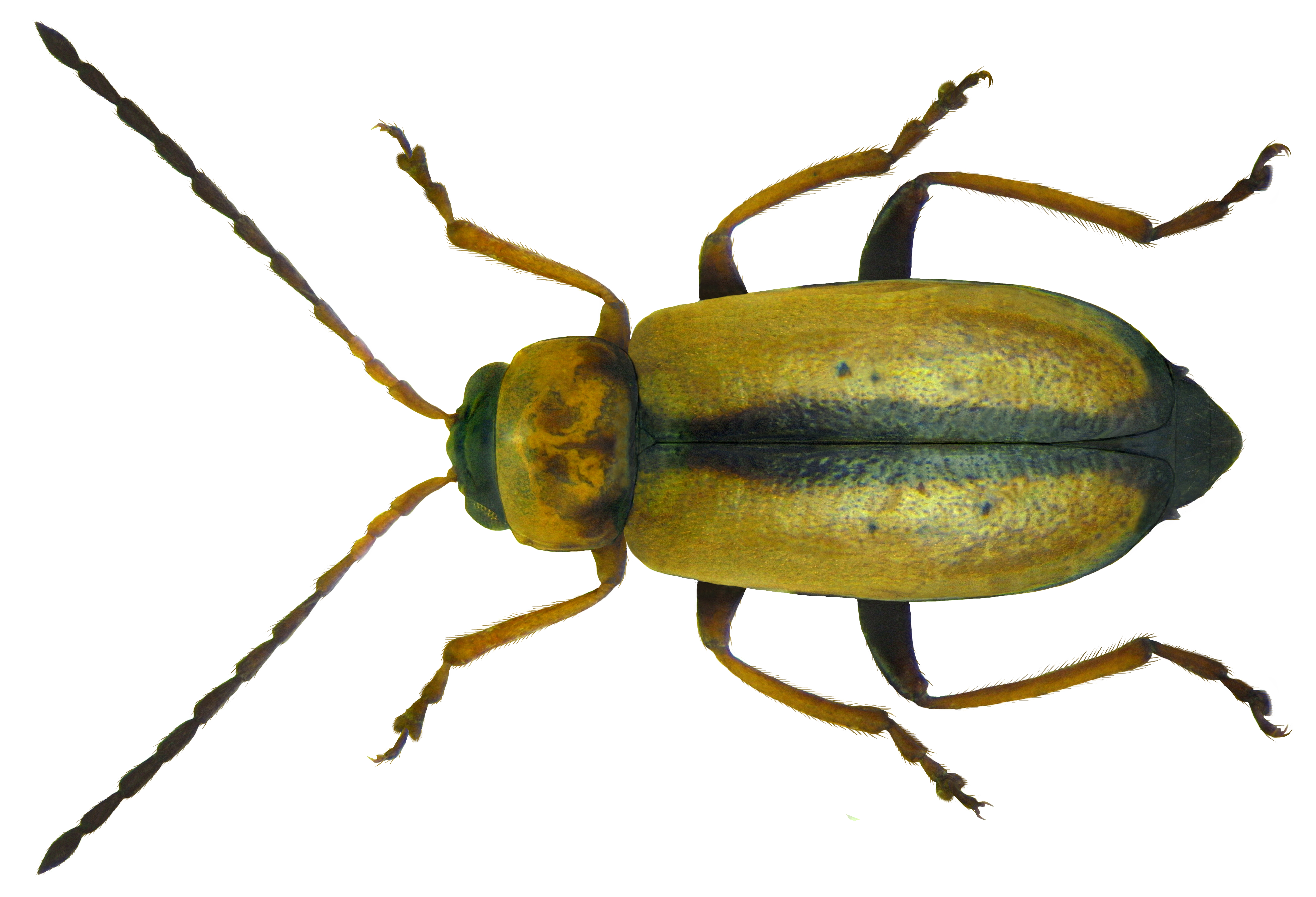
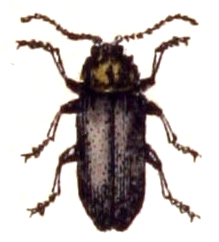